# بشار حيدر
بشار حيدر (وُلد في 1943) هو أستاذ فلسفة في الجامعة الأمريكية في بيروت ورئيس قسم الفلسفة فيها سابقاً، يعمل في مجالات الفلسفة الأخلاقية والسياسية وفلسفة الجمال. حاصل على شهادة الدكتوراة في الفلسفة من جامعة كولومبيا عام 1996.
يعرف بمعارضته لسياسات حزب الله اللبناني والنظام السوري ووجَّه انتقادات شديدة لهما في العديد من المحاضرات والندوات الأكاديمية.

## مؤلفاته
له العديد من المقالات في الصحف والمجلات الأكاديمية باللغتين العربية والإنجليزية، منها:
- Hypocrisy, Poverty Alleviation, and Two Types of Emergencies[6]
- Barry and Øverland’s defence of a moderate principle of assistance[7]
- What do the affluent owe the global poor, an introduction[8]
- The Normative Implications of Benefiting from Injustice[9]
- The ethics of fighting terror and the priority of citizens[10]

وباللغة العربية:
- مسألة خاشقجي: محاولة في تفسير ما حصل[11]
- الانتخابات اللبنانية: المقاطعة كفعل غير سياسي[12]
- ما هي أسباب تراجع الإقبال على العلوم الإنسانية في جامعاتنا؟[13]